# نصف‌النهار ۷۵ درجه غربی
نصف‌النهار ۷۵ درجه غربی ۷۵مین نصف‌النهار غربی از گرینویچ است که از لحاظ زمانی ۵ساعت و ۰دقیقه با گرینویچ اختلاف زمانی دارد.
این نصف‌النهار از قطب شمال شروع و از مناطق زیر گذشته و به قطب جنوب ختم می‌شود.
- آمریکای لاتین
- کانادا
- ایالات متحده آمریکا